# Archipiélago de Hanover
Archipiélago de Hanover är öar i Chile.   De ligger i regionen Región de Magallanes y de la Antártica Chilena, i den södra delen av landet, 2 000 km söder om huvudstaden Santiago de Chile.
Den största ön i arkipelagen är Isla Hanover.
Trakten runt Archipiélago de Hanover består i huvudsak av gräsmarker. Trakten runt Archipiélago de Hanover är nära nog obefolkad, med mindre än två invånare per kvadratkilometer.